# Vastu
Il Vastu Shastra (vāstu śāstra, altresì noto come Vastu Veda e Vastuvidya, ossia "scienza della costruzione", "architettura" in sanscrito) è probabilmente l'architettura olistica più antica del mondo e proviene dalla cultura dell'antica India, come lo Yoga e l'Ayurveda. Le sue origini si possono datare ad almeno 5.000 anni or sono. Si tratta di una dottrina basata su precetti nati da una visione tradizionale del modo in cui le leggi della natura influenzano le abitazioni umane. I modelli sono basati sugli allineamenti direzionali. Era applicato nell'architettura induista, specialmente per i templi, ma abbraccia altri campi, compresi veicoli, mobili, sculture, dipinti ecc. La fondazione del Vastu è ascritta tradizionalmente al saggio Maamuni Mayan nell'India meridionale e a Vishvakarman nell'India settentrionale.
Sebbene il Vastu fosse stato per molto tempo essenzialmente limitato all'architettura dei templi, vi è stata una sua rinascita in India negli ultimi decenni, in particolare sotto l'influenza del defunto V. Ganapati Sthapati, uno dei più importanti architetti indiani, che ha promosso una campagna per la restaurazione della tradizione nella moderna società indiana a partire dagli anni 1960. La dottrina del Vastu Shastra ha molti punti di contatto con quella dello Shilpa Shastra, una raccolta di testi induisti tradizionali che dettano le regole delle arti e dei mestieri. Tuttavia, mentre lo Shilpa Shastra tratta espressamente la scultura (forme, statue, icone, murali di pietra, ecc.), il Vastu Shastra si occupa primariamente di architettura (costruzione di case, fortezze, templi, appartamenti e altri edifici).

## Terminologia
La parola sanscrita vastu indica un'abitazione o casa con un appezzamento di terra corrispondente. Il vrddhi, vāstu, prende il significato di "sito di fondazione di una casa, terreno, edificio o luogo di dimora, abitazione, fattoria, casa". La radice sottostante è vas "dimorare, vivere, stare, risiedere". Il termine shastra può essere tradotto liberamente come "scienza, dottrina, insegnamento".

## Principi
L'India possiede climi molto diversi, in alcune regioni del nord vi è molto freddo e a sud vi è molto caldo, ma in entrambi i casi il Vastu si applica più o meno nello stesso modo. Questo indica che il Vastu non segue la cultura indiana e non è condizionato dalla geografia del territorio e i suoi principi sono applicabili con successo in ogni regione del mondo.
Il Vastu è stato definito "lo Yoga della casa" per la sua origine indiana e la sua applicazione permette di ottenere degli ambienti abitativi armoniosi che irradiano benessere e favoriscono l'equilibrio, la serenità e il successo personale in ogni settore della vita. Da alcuni decenni il Vastu sta avendo un grande rinascimento anche in occidente grazie anche al fatto che numerose persone hanno tratto beneficio dallo yoga e sono venute in contatto con la medicina ayurvedica che anch'esse come il Vastu provengono dall'antica saggezza dell'India.
Secondo il Vastu una casa eccellente dovrebbe essere solida, funzionale e bella. Il Vastu si occupa della forma, delle proporzioni, delle misure, dell'orientamento, e dell'ambiente circostante la casa, delle aperture della casa come porte e finestre, ed infine dei materiali da costruzione e degli interni della casa. Il Vastu è applicabile a tutti gli ambienti, siano essi stanze, appartamenti, ville, fabbriche, parchi, edifici commerciali e pubblici e città intere. Da migliaia di anni le abitazioni sono state costruite con il Vastu per armonizzare lo spazio con l'uomo e la natura tanto che ritroviamo questa affermazione tratta dagli antichi testi vedici:
«Un'abitazione che è stata costruita senza considerare le leggi e le influenze della natura è causa di fallimenti, viaggi difficili e frustrazioni. Ma un'abitazione che è costruita secondo le leggi del Vastu attrae la felicità, la ricchezza e la salute e la serenità. Per il benessere di tutta l'umanità, tutte le case, i villaggi e le città dovrebbero essere costruite in armonia con la natura.»
Il Vastu afferma che nello spazio abitato ritroviamo tutte le energie che ritroviamo nell'universo, sia positive che negative e che lo spazio abitato non è nient'altro che la manifestazione esteriore e visibile di chi siamo noi interiormente, dei nostri punti di forza e dei settori che dobbiamo migliorare che stanno bloccando il nostro successo.
Lo spazio abitato quindi è intersecato da innumerevoli energie e come qualsiasi oggetto materiale può essere di qualità molto elevata oppure molto scadente. Così anche se la casa appare bella ma non è in armonia con le leggi della natura, secondo il Vastu sarà più difficile trovarvi la pace e la prosperità. Viceversa se il nostro ambiente abitato è irradiato di positività più facile sarà il nostro progresso in ogni settore della vita.
Le energie positive della natura entrano nello spazio abitato principalmente da nord e da est. Le energie che vengono dal nord sono dette lunari e sono di natura femminile, quelle dell'est sono dette solari e quindi di natura maschile. Queste due energie si uniscono nella parte nordest della casa e formano un'unica energia altamente positiva. Per questo secondo il Vastu più il nordest della nostra casa è aperto a questa energia riequilibrante maschile-femminile più potremo sperimentare del benessere e la nostra abitazione sarà irradiata di prana e di positività. Inversamente i difetti del nordest debilitano tutto lo spazio abitato.

## Metodi di correzione dello spazio abitato
Il Vastu si applica anche nel caso che già vivessimo in una casa. Esso propone vari sistemi di correzione dello spazio abitato tra i quali apportare dei cambiamenti strutturali alla casa, cambiare la funzione delle stanze, spostare i mobili, utilizzare dei colori appropriati, utilizzare degli specchi e degli Yantra, dei disegni che contengono mantra, colori e simboli carichi di energia benefica. Tra questi lo Sri Yantra riveste un'importanza particolare.

## I cinque elementi
Secondo la scienza medica dell'Ayurveda quando nel corpo i 5 elementi primordiali, la terra, l'aria, il fuoco l'acqua e lo spazio sono in equilibrio, la persona si trova in uno stato di salute, così anche in una casa in salute i cinque elementi dovrebbe trovarsi nel luogo appropriato. L'elemento terra è positivo a sudovest, la parte più terrena della casa; l'elemento aria a nordovest, l'area del movimento; il luogo dell'acqua pura è il nordest, la parte più pura e importante della casa; l'elemento fuoco trova il suo luogo ideale a sudest, l'area del fuoco temperato; lo spazio trova la sua collocazione ideale al centro della casa e a nordest.
Il professor Marcus Schmieke fisico e fondatore della European Vedic Academy ha codificato 12 leggi che secondo il Vastu determinano la qualità dello spazio abitato. Esse consistono in 3 livelli, ognuno dei quali possiede 4 leggi.

## Le 12 leggi dello spazio abitato
Le 4 leggi energetiche
1. Flusso globale di energie geofisiche
- In tutto il pianeta vi sono due flussi globali di energia. Il flusso dinamico solare fluisce da est verso ovest e il flusso organico lunare da nord verso sud.

2. Aree di potenziale energetico
- Un terzo flusso di energia ha origine dal sole e si unisce al flusso energetico geofisico. Esso crea dei campi di potenzialità energetica.

3. Manifestazioni del potenziale energetico
- L'acqua aumenta il potenziale energetico del settore dove è situata
- Il peso riduce il potenziale energetico del settore dove è situato
- Lo spazio aumenta il potenziale energetico del settore dove è situato.

4. Griglie energetiche dello spazio e della terra
- Ogni spazio che viene creato dagli esseri umani o dalla natura che possegga dei confini ben delimitati sviluppa i propri sistemi di meridiani energetici e di punti chiave energetici.

Le 4 leggi causali
5. La qualità delle otto direzioni
- Ognuna delle otto direzioni dello spazio abitato è dominata da uno dei nove pianeti.

6. Le influenze degli aspetti planetari dello spazio e sulla vita dei suoi abitanti
- I vari aspetti planetari dello spazio e delle funzioni spaziali e delle funzioni delle aree spaziali dei suoi abitanti vengono influenzate dalla qualità dei nove pianeti.

7. L'interazione degli aspetti planetari
- Questa legge descrive la relazione tra i nove pianeti. I pianeti hanno una relazione tra loro che può essere amichevole, neutrale e ostile.

8. Determinazione delle qualità delle direzioni personali
- Secondo la propria tendenza ognuna delle otto direzioni ha un effetto diverso su ogni essere umano.

Le 4 leggi geometriche
9. Gli effetti delle proporzioni
- Proporzioni di numeri interi creano un campo energetico armonico.

10. Gli effetti delle misure
- Le unità naturali di misura del sistema Vastu seguono un ritmo energetico ciclico che viene definito dal numero otto.

11. Linee energetiche e punti energetici nello spazio
- Lo spazio possiede delle griglie energetiche con dei punti energetici che vengono definiti dai suoi perimetri.

12. la qualità energetica delle sezioni spaziali
- Lo spazio viene diviso in 81 settori che possiedono delle differenti qualità energetiche e che sono disposti in 5 fasce concentriche.